# 기타가 웃는다
"기타가 웃는다"는 2011년에 개봉한 대한민국의 영화이다.

## 캐스팅
- 박혁권 : 김우진 역
- 이용이 : 이갑순 역
- 김종수 : 윤철수 역
- 김혜지 : 양현숙 역
- 문지영 : 강진경 역
- 이정훈 : 달리는 남자 역
- 김한우 : 통장 역
- 이종현 : 마진구 역
- 장진호 : 배희수 역
- 이동욱 : 키보디스트 역
- 김은환 : 이민호 역
- 도대균 : 드럼꼬마 역
- 장세현 : 어린 우진 역
- 전미현 : 간호사 역
- 서영우 : 동네노인 역
- 김종성 : 술집주인 역
- 임영희 : 말분 역
- 윤기순 : 끝순 역
- 박길수
- 최성원 (특별출연)